# Ngồi khóc trên cây
Ngồi khóc trên cây là một tiểu thuyết dành cho thanh niên và thanh thiếu niên của nhà văn Nguyễn Nhật Ánh, xuất bản lần đầu tại Việt Nam vào ngày 27 tháng 6 năm 2013 bởi Nhà xuất bản Trẻ, với phần tranh minh họa do Đỗ Hoàng Tường thực hiện. Đây là một trong các truyện dài của Nguyễn Nhật Ánh, ra đời sau Có hai con mèo ngồi bên cửa sổ và trước Chúc một ngày tốt lành. Tác phẩm xoay quanh mối tình hồn nhiên, trong trẻo giữa chàng sinh viên trẻ Đông và một cô bé 14 tuổi được mọi người gọi bằng cái tên "Rùa". Câu chuyện khai thác sâu vào những suy tư, trăn trở nội tâm của tuổi mới lớn trên một nền điệu gợi về tuổi thơ sống chan hòa giữa thiên nhiên rừng núi, phảng phất phong vị miền quê và tình làng xóm. Bối cảnh của tác phẩm diễn ra chủ yếu ở một ngôi làng tại Quảng Nam, là quê hương của chính tác giả.
Không giống với nhiều tác phẩm trước đó của Nguyễn Nhật Ánh, Ngồi khóc trên cây được nhà văn đưa vào nhiều nghịch cảnh éo le, bi thương nhằm thử thách các nhân vật và giúp họ trưởng thành hơn về mặt tình cảm theo thời gian. Tác phẩm đã nằm trong tốp những quyển sách Việt Nam được nhiều người đặt mua nhất vào năm 2013 theo thống kê của nhiều hệ thống phân phối sách trực tuyến, đồng thời được Nhà xuất bản Trẻ đưa vào Tủ sách bán chạy nhất của họ. Ngồi khóc trên cây cũng được đánh giá như một "hiện tượng xuất bản" của Việt Nam, với lượng sách in lần đầu lên đến hơn 20.000 bản, và đã phải tái bản khi còn chưa chính thức phát hành. Truyện đang được chuyển thể thành một  bộ phim điện ảnh bởi Velo Entertainment.  

## Nội dung
Câu chuyện mở ra tại Đo Đo, một ngôi làng nhỏ ở xã Bình Quế, huyện Thăng Bình, tỉnh Quảng Nam. Đông là một sinh viên 18 tuổi từ Sài Gòn trở về thăm ngôi làng quê nhân kỳ nghỉ hè. Đông rời ngôi làng theo gia đình vào Nam khi mới lên 8, nhưng đã có một tuổi thơ vô tư, êm đềm với các trò chơi chong chóng, thả diều, tết cọng dừa, nhặt nắp keng, kéo co... trên vùng đất sinh ra mình, và nay anh đang tìm lại những ký ức đẹp đẽ năm nào. Em họ của Đông là Thục rủ anh đến chợ Kế Xuyên chơi, và tại đây anh tình cờ gặp Rùa, một cô bé có hoàn cảnh đặc biệt. Bố mất sớm, mẹ bỏ đi, lại mang bệnh nặng trong mình suốt bốn năm, Rùa đã 14 tuổi nhưng chỉ mới học lớp 5 tiểu học. Cái tên "Rùa" vốn do lũ trẻ trong làng đặt nhằm trêu chọc việc cô không biết đi xe đạp, và nó cũng trở thành biệt danh mọi người quen gọi cô bé. Đông chỉ thực sự chú ý đến Rùa khi cô bé nấp ngoài cửa nhìn anh đọc sách vào ngày hôm sau, và từ đó nảy nở một tình bạn đẹp giữa hai người.
Thoạt đầu, Đông chỉ cảm thương Rùa bởi hoàn cảnh của cô bé, và tỏ ra bất bình khi cô bé bị bạn bè xa lánh. Tuy nhiên càng về sau, sự ngây thơ, hồn nhiên và nhân hậu của Rùa đã khiến Đông xao xuyến và bị cô bé cuốn hút từng chút một. Rùa thương yêu sâu sắc những con thú nhỏ trong rừng và có thể kết bạn với chúng; cô liên tục phá hỏng các bẫy thú bất chấp sự dọa nạt của những người thợ săn, chính vì vậy mà Rùa bị họ thù ghét và bịa tạc ra những lời đồn không hay. Một lần Rùa cùng Đông vào khu rừng trên đồi, anh đã rất ngạc nhiên khi thấy các con thú hoang theo chân cô đến một vùng đất bí mật đằng sau thác nước. Đây là nơi Rùa giấu những con thú khỏi hoạt động săn bắt, trong đó có một chú nai con rất đẹp mà cô bé thường xuyên đến thăm và kể chuyện cho nó nghe. Trên đường trở về, sau một tai nạn nhỏ, Đông đã không cầm được lòng mình mà đặt lên môi Rùa nụ hôn đầu đời.
Đông vô cùng tiếc nuối và buồn bã khi buộc phải nhanh chóng về lại Sài Gòn, mà chủ yếu là nỗi nhớ nhung da diết trong anh về cô bé Rùa. Trong một buổi tối hai ngày trước khi anh rời đi, Rùa và Đông đã thổ lộ tình cảm họ dành cho nhau, nhưng cô bé muốn anh đợi mình lớn thêm đã rồi mới nghiêm túc trao nhau sự yêu thương. Không may vào trưa hôm sau, Rùa bị những người thợ săn bao vây để hỏi tội cô bé vì đã phá bẫy của họ trong lần vào rừng cùng Đông. Một trong số họ, tên là Ngãi, lúc nóng giận đã vô tình tiết lộ sự thật đắng cay về cái chết của ba cô, khiến Rùa rơi sâu vào mặc cảm. Về phần Đông, anh bàng hoàng và đau khổ khi được biết mình chính là anh họ của Rùa giữa lúc tình cảm hai người đã trở nên sâu đậm. Anh trốn tránh việc quay lại làng suốt ba năm liền hòng quên đi mối tình đầu, nhưng hình ảnh Rùa vẫn quấn lấy anh hàng đêm, cho đến lúc một cú sốc khác xảy đến với Đông sau khi anh phát hiện mình mắc căn bệnh ung thư bạch cầu.
Tuyệt vọng, Đông quyết định bỏ mặc lý trí mà trở lại làng Đo Đo, một phần để chia tay với những người thân của mình dù anh không có ý định cho họ biết hoàn cảnh hiện tại, mặt khác anh muốn đối mặt với chuyện tình đã để lại năm xưa với Rùa. Sau ba năm, Rùa đã trưởng thành hơn, trở thành một thiếu nữ xinh xắn và được nhiều người tìm đến dạm hỏi, nhưng cô vẫn tin tưởng tuyệt đối mà nuôi lớn tình cảm trong sáng giữa mình và Đông. Đông lảng tránh cô liên tục bởi anh vẫn chưa tìm ra cách tháo gỡ mối thắt chia cắt hai người, và điều này khiến Rùa vô cùng đau lòng. Đông phát hiện ra hàng đêm Rùa vẫn tìm đến nhà nhìn anh từ ngoài xa mà không dám vào, chỉ thầm lặng leo lên cây me trước cửa ngồi khóc. Dứt khoát vượt qua bản thân, Đông tìm gặp bà nội của Rùa để thưa chuyện, và anh mừng rỡ khi biết họ không hề có quan hệ huyết thống như mọi người lầm tưởng.
Đông quay lại thành phố để tiếp tục việc trị liệu, và đến lúc này các bác sĩ mới đính chính lại chẩn đoán cũ, theo đó anh chỉ mắc một căn bệnh thiếu máu dinh dưỡng. Tràn trề hy vọng vào một tương lai tươi sáng sau những biến động dữ dội của cuộc đời trong suốt thời gian qua, anh liền tức tốc quay lại quê hương và chết lặng vì nghe tin Rùa đã bị dòng nước cuốn trôi khi nỗ lực cứu những đứa trẻ bơi qua sông đến trường giữa dòng nước chảy xiết. Đông suy sụp hoàn toàn và bị nhấn chìm bởi nỗi nhớ thương vô hạn. Anh dẫn hai người em họ của mình là Thục và Loan vào lại khu rừng để sống lại với những kỷ niệm đã có với Rùa trước khi quyết định bỏ đi khỏi làng mà không quyết định ngày trở lại. Tại vùng đất bí mật nọ, trong lúc đau xót và nhìn ngắm lại cảnh vật năm xưa, Đông nghe như có tiếng hát của Rùa vang vọng. Anh leo lên một cây bứa để quan sát kỹ hơn và rơi những giọt nước mắt khi bắt gặp bóng dáng người mình yêu thương.

## Sáng tác và phát hành
—Nguyễn Nhật Ánh
Ngồi khóc trên cây là một truyện dài của Nguyễn Nhật Ánh, được ông viết xong vào ngày 7 tháng 4 năm 2013. Tác phẩm viết ở ngôi kể thứ nhất, chia thành ba chương dài, mỗi chương được đề từ bằng những vần thơ do chính nhà văn sáng tác. Như phần lớn các tác phẩm trước đây, truyện tiếp tục là cầu nối dẫn vào thế giới tuổi thơ đầy màu sắc mà nhà văn Nguyễn Nhật Ánh muốn truyền tải đến độc giả. Trong truyện có hình ảnh một con ngỗng là vật nuôi của Rùa, và cảnh tượng ngỗng rượt và mổ người liên đới trực tiếp đến một kỷ niệm thời thơ ấu của nhà văn. Nhà văn chia sẻ rằng so với các sáng tác trước, Ngồi khóc trên cây ít đối thoại hơn mà tập trung vào khảo sát tâm trạng và miêu tả sâu vào tâm trạng nhân vật nhiều hơn. Cũng theo Nguyễn Nhật Ánh, chưa có nhân vật nào trong các tác phẩm của ông rơi vào nghịch cảnh éo le như nhân vật Rùa, và cũng chưa bao giờ ông đi sâu miêu tả nội tâm nhân vật như thế. Bằng cách này, ông muốn thử xem các nhân vật sẽ hành động như thế nào khi phát hiện ra người mình thích có quan hệ huyết thống, cũng như nhiều tình huống éo le khác nữa, khiến cho câu chuyện có phần buồn.
Nhân dịp ra mắt Ngồi khóc trên cây, Nhà xuất bản Trẻ đã tổ chức hai cuộc thi viết "Nhìn hình minh họa đoán nội dung truyện" và "Nguyễn Nhật Ánh và tôi". Cuốn sách, được giới thiệu như một thế giới kỳ diệu và xinh đẹp, một tình yêu đầu đời trong trẻo, với những cảm xúc nhớ thương, đợi chờ khắc khoải…, phát hành ngày 27 tháng 6 năm 2013 dưới dạng hai ấn bản là bản thường bìa mềm và bản đặc biệt bìa cứng. Cả hai ấn bản có khoảng 30 tranh minh họa và thẻ đánh dấu trang do họa sĩ Đỗ Hoàng Tường thực hiện, riêng bản đặc biệt có thêm bốn tranh màu làm phụ bản. Nhà văn Nguyễn Nhật Ánh đã tham dự ba buổi ký tặng độc giả nhân dịp ra mắt tác phẩm vào các ngày 27, 30 tháng 6 và 7 tháng 7 tại Thành phố Hồ Chí Minh và Hà Nội.

## Phim chuyển thể
Ngồi khóc trên cây đang được chuyển thể thành một phim điện ảnh do Velo Entertainment sản xuất, ban đầu dự kiến công chiếu vào mùa hè năm 2019. Theo nhà sản xuất, phim sẽ sử dụng nhiều kỷ xảo hiện đại (CGI) để thể hiện cảnh núi rừng và muông thú dựa trên nguyên tác, đồng thời "hướng tới âm hưởng mộc mạc, gần gũi đúng chất truyện Nguyễn Nhật Ánh." Một số tác phẩm khác của Nguyễn Nhật Ánh khác đã được chuyển thể lên màn ảnh rộng trong những năm trước đó, gồm Tôi thấy hoa vàng trên cỏ xanh (2015), Cô gái đến từ hôm qua (2017) và Mắt biếc (2019).

## Đón nhận
Nhà xuất bản Trẻ đã in Ngồi khóc trên cây hai lần với tổng số 30.000 bản bìa mềm và 3.000 bản bìa cứng. Trong lần in đầu tiên, tác phẩm được in với số lượng hơn 20.000 bản, nhưng đã phải nhanh chóng tái bản lần một ngay từ khi chưa phát hành chính thức. Điều này được ví như một hiện tượng rất hiếm hoi trong lĩnh vực xuất bản của Việt Nam nhiều năm trở lại đây. Tuy nhiên kỷ lục đó về sau đã bị Chúc một ngày tốt lành, tác phẩm tiếp theo của Nguyễn Nhật Ánh, vượt xa với lượng bản in lên đến 50.000 bản. Nhiều cửa hàng sách, các trang mạng mua bán sách trực tuyến đã đặt gần hết số lượng sách phát hành dù sách chưa được xuất hiện trên thị trường. Ngồi khóc trên cây trở thành một trong những tác phẩm được đặt mua hàng đầu trên các trang web thương mại điện tử lớn như Tiki, Vinabook, và đứng thứ Tư trong tốp 12 quyển sách Việt Nam bán chạy nhất năm 2013. Có hơn 8.000 độc giả tham gia cuộc thi "Nhìn hình minh họa đoán nội dung truyện" tổ chức trên mạng xã hội Facebook. Quyển sách cũng được giới thiệu trong chuyên mục Mỗi ngày 1 cuốn sách phát sóng ngày 13 tháng 7 năm 2013 trên kênh VTV1 của Đài Truyền hình Việt Nam, qua lời khuyên đọc nhấn mạnh: "Với cuốn sách mới này, một lần nữa người đọc lại được Nguyễn Nhật Ánh tặng món quà quý giá: lòng tin rằng điều tốt có thật trên đời." Tính đến quý I năm 2015, Ngồi khóc trên cây đã trải qua mười lần tái bản.